# Андрагаций
Андрагаций (на латински: Andragathius, на гръцки: Ανδραγατιον; † 388 г.) e военачалник на Римската империя през 4 век по времето на император Грациан.
Произлиза от територията на Черно море. През 383 той е номиниран за magister militum. През 388 г. командва флотата на Магн Максим в Адриатическо море и се присъединява към император Теодосий I в Аквилея. Умира през 388 г.